# Dean Fraser
Dean Ivanhoe Fraser (n. Ivanhoe Dean Fraser, Kingston, 4 de agosto de 1957) es un saxofonista jamaiquino que ha contribuido a cientos de grabaciones de reggae desde mediados de la década de 1970. Fue galardonado con la Medalla Musgrave por el gobierno de Jamaica en 1993 en reconocimiento a sus servicios a la música.

## Biografía
Fraser comenzó a tocar el clarinete a la edad de 12. En esta época conoció a Ronald 'Nambo' Robinson y Junior 'Chico' Chinn a youthclub en Jonestown y los tres chicos finalmente formar una sección de metales. Fraser tomó el saxofón a la edad de 15 años. [1] El trío se convirtió en la sección de vientos sobre todo en Jamaica en la década de 1980. En 1977 se incorporó a Lloyd Parks We The People Band, retrocediendo Dennis Brown en varias de sus grabaciones de Joe Gibbs. El primer álbum de Fraser, de 1978 Black Horn Man fue producida por Gibbs. Esto fue seguido en 1979 por los cuernos puros y Double Dynamite, y en 1980 por Sounds Revolucionarias de productor Donovan Germain. Fraser proporcionó cuernos de Sly & Robbie en la década de 1980, tanto en el registro y en la gira. Fraser apareció en el 1981 Reggae Sunsplash, la realización de una versión instrumental de "Redemption Song" del fallecido Bob Marley, lo que llevó al álbum 1984 bombeo del aire en la etiqueta Mango Island Records '. Fraser grabó dos álbumes de Marley cubiertas, Dean Plays Bob y Dean Plays Bob volumen II.
La era digital del reggae, que se define por el uso de las computadoras y cajas de ritmos para crear la música de fondo, no afecta a su producción ya que los instrumentos acústicos como el saxofón estaban todavía en demanda. Fraser ha lanzado varios álbumes más desde entonces y está reconocido como uno de los mejores músicos de Jamaica. Él viajó extensivamente con Luciano desde finales de 1990 hasta mediados de la década de 2000,, así como la realización de y añadiendo la producción de varios de los álbumes de la cantante, incluyendo un nuevo día, Times graves y Jah Is My Navigator. Más recientemente, Fraser ha sido la grabación, producción y giras con cantantes Tarrus Riley y Duane Stephenson. Además, Dean Fraser ha hecho de nuevo 16 pistas en el CD 2 de "We Remember Gregory Isaacs", que fue grabado en el año 2011 el VP Records.
Géneros Reggae, Jazz
Ocupaciones Saxofonista
Instrumentos Saxofón, Voz
Período de actividad a mediados de 1970-presente
Etiquetas de Joe Gibbs, Germain, Isla, Greensleeves, Shanachie, VP, RAS
Actos asociados We The People Band, Sly & Robbie, Luciano, Tarrus Riley
Actualmente ha realizado la grabación de la canción y video que lleva como título Nada de Dread Mar I en el cual se puede observar la calidad de productor y Saxofonista.

## Discografía
- Black Horn Man (1978)
- Pure Horns (1979)
- Double Dynamite (1979)
- Revolutionary Sounds (1980)
- A Touch of Sax (1982)
- Pumping Air (1984)
- Big Bad Sax (1988)
- Dean Fraser Sings and Blows (1988)
- Moonlight (VP Records, 1991)
- Call on Dean (VP Records, 1991)
- Taking Chances (RAS Records, 1992)
- Dean Plays Bob (RAS Records, 1994)
- Mystical Sax (1995)
- The Verdict (VP Records, 1996)
- Dean Plays Bob, Volume II (RAS Records, 1996)
- Jesus Loves Me (1997)
- Slow Melodies (VP Records, 1997)
- Big Up! (Island Records, 1998)
- Sax of Life (VP Records, 2003)